# Anna Felder
Anna Felder (Lugano, 30 dicembre 1937 – Aarau, 15 novembre 2023) è stata una scrittrice e insegnante svizzera.

## Biografia
Suo padre era uno svizzero-tedesco di Willisau e sua madre era un'italiana della provincia di Bergamo. Al liceo di Lugano ebbe come professore di francese il poeta Pericle Patocchi. Si laureò discutendo una tesi in filologia romanza all'Università di Zurigo. A Parigi conseguì il dottorato con una tesi su Eugenio Montale.  Lavorò fino al 1999 come insegnante di italiano presso il Vecchio Liceo Cantonale di Aarau.
La sua prima opera, intitolata Tra dove piove e non piove, uscì nel 1972: un romanzo con protagonista una giovane insegnante che lavora con i figli di immigrati dall'Italia negli anni '60 in quello che è stato il loro difficile insediamento.
Scrisse romanzi, racconti, spettacoli radiofonici in italiano, per la maggior parte tradotti poi in tedesco. Durante la sua carriera ebbe numerosi premi e riconoscimenti, tra cui il Premio Schiller e il Gran Premio svizzero di letteratura.
Anna Felder è morta nel 2023 a 85 anni ad Aarau, nel Canton Argovia. 

## Vita privata
Ebbe una figlia, nata nel 1976.

## Opere

### Prosa
- (IT)  Tra dove piove e non piove
- (IT)  La Disdetta
- (IT)  Gli stretti congiunti
- (IT)  Nati complici, 1999
- (IT)  I sogni in barca, 2006
- (IT)  Le Adelaidi, 2007
- (IT)  Circolare, 2018

### Radio
- (IT)  Eva o l'esercizio di pensiero, 1975
- (IT)  Tête-à-tête, 1976
- (IT)  La chiave di riserva, 1978

### Teatro
- (IT)  L'accordatore, 1997
- (IT)  Domani pesce, 2003

## Premi
- Premio Schiller 1982
- Priemio onorifico del 1979 della Fondation Martin-Bodmer
- Premio Schiller 1998
- Premio di letteratura d'Argovia 2004
- Gran Premio svizzero di letteratura 2018